# Президентские выборы в Хорватии (1997)
Президентские выборы в Хорватии 1997 года — вторые выборы Президента Хорватии после провозглашения страной независимости, на которых был переизбран действующий Президент Хорватии Франьо Туджман. Состоялись 15 июня 1997 года. Они завершились в первом туре, поскольку Франьо Туджман набрал более половины (61,41 %) голосов избирателей, пришедших на выборы.
Соперники Туджмана: лидер оппозиционной партии Социал-демократической партии Хорватии Здравко Томак и кандидат от Хорватской социал-либеральной партии Владо Готовач получили 21,03 % и 17,56 % голосов соответственно.
Делегация Организации по безопасности и сотрудничеству в Европе в составе 150 человек, наблюдавшая за голосованием, по итогам пришла к выводу, что процедура выборов не соответствовала демократическим стандартам.
Результаты хорватских президентских выборов 1997 года
| Франьо Туджман — Хорватское демократическое содружество | 1 337 990 | 61,41 |
| Здравко Томак — Социал-демократическая партия Хорватии  | 458 172   | 21,03 |
| Владо Готовач — Хорватская социал-либеральная партия    | 382 630   | 17,56 |
| Всего (явка 54,62 %)                                    | 2,218,448 | 100,0 |
| Недействительных голосов                                | 39,656    |       |
| Всего избирателей                                       | 4,061,479 |       |
| Источники: Государственная избирательная комиссия       |           |       |